# Priscila Borja Moreno
Priscila Borja Moreno (Alcalá de Guadaíra, 28 d'abril de 1985) és una exfutbolista espanyola que jugava com a davantera en diversos equips de la Lliga Espanyola. Jugava com a atacant, situant-se d'extrem o segona davantera. Va jugar més de 500 partits de primera divisió durant 20 temporades. És la màxima golejadora de l'Atlètic de Madrid amb 107 gols. Va guanyar una Lliga i una Copa de la Reina amb el club madrileny. Va ser internacional amb la selecció espanyola entre 2011 i 2015, i va jugar l'Eurocopa de 2013 i el Mundial de 2015. Des de 2022, és adjunta a la direcció esportiva de l'Atlètic de Madrid.

## Carrera

### Inicis
El primer equip al que va jugar va ser el C. D. Mosquito a Alcalá de Guadaira, des del qual va passar al CD Hispalis de Sevilla. Amb 18 anys va fitxar pel Sabadell, que havia guanyat la Copa de la Reina la temporada anterior al fitxatge. En la seva primera temporada amb el conjunt català, van ser subcampiones de Lliga i de Copa. Després d'aquesta temporada, el club redueix el pressupost de la secció femenina, la qual cosa fa que en la seva segona temporada l'equip estigui enmig d'una crisi institucional. En Lliga van quedar en la vuitena posició i van ser eliminades en els quarts de final de la Copa de la Reina.
En 2005, després de la mala situació del Sabadell, que finalment acabaria renunciant a la seva plaça en la Superliga, va fitxar per l'Estudiantes Huelva. Va ser titular de manera habitual, disputant 20 dels 25 partits que va jugar l'equip, 18 d'ells com a titular, i va marcar 6 gols. No obstant això a meitat de temporada amb una nova junta directiva va començar a haver-hi impagaments i les jugadores no van disputar l'últim partit de lliga, a més van renunciar a jugar la Copa de la Reina. L'equip va desaparèixer al final de la temporada.

## Estadístiques

### Clubs
| Club                                | Div.          | Temporada     | Liga  | Liga | Liga    | Copas nacionales | Copas nacionales | Copas nacionales | Copas internacionales | Copas internacionales | Copas internacionales | Total  | Total | Total   | Media goleadora |
| Club                                | Div.          | Temporada     | Part. | Gols | Assist. | Part.            | Gols             | Assist.          | Part.                 | Gols                  | Assist.               | Part.  | Gols  | Assist. | Media goleadora |
| ----------------------------------- | ------------- | ------------- | ----- | ---- | ------- | ---------------- | ---------------- | ---------------- | --------------------- | --------------------- | --------------------- | ------ | ----- | ------- | --------------- |
| CD Híspalis · Espanya               |               |               |       |      |         |                  |                  |                  |                       |                       |                       |        |       |         |                 |
| 1a                                  | 2001-02       |               |       |      |         |                  |                  | -                | -                     | -                     |                       |        |       |         |                 |
| 1a                                  | 2002-03       |               |       |      |         |                  |                  | -                | -                     | -                     |                       |        |       |         |                 |
| Total club                          | Total club    |               |       |      |         |                  |                  | -                | -                     | -                     |                       |        |       |         |                 |
| CE Sabadell · Espanya               |               |               |       |      |         |                  |                  |                  |                       |                       |                       |        |       |         |                 |
| 1a                                  | 2003-04       |               |       |      |         |                  |                  | -                | -                     | -                     |                       |        |       |         |                 |
| 1a                                  | 2004-05       |               |       |      |         |                  |                  | -                | -                     | -                     |                       |        |       |         |                 |
| Total club                          | Total club    |               |       |      |         |                  |                  | -                | -                     | -                     |                       |        |       |         |                 |
| CFF Estudiantes de Huelva · Espanya |               |               |       |      |         |                  |                  |                  |                       |                       |                       |        |       |         |                 |
| 1a                                  | 2005-06       | 20            | 6     |      | -       | -                | -                | -                | -                     | -                     | 20                    | 6      |       | 0.30    |                 |
| Total club                          | Total club    | 20            | 6     |      |         |                  |                  | -                | -                     | -                     | 20                    | 6      |       | 0.30    |                 |
| CFF Irex Puebla · Espanya           |               |               |       |      |         |                  |                  |                  |                       |                       |                       |        |       |         |                 |
| 1a                                  | 2006-07       | 23-24         | 7     |      | 2       | 0                |                  | -                | -                     | -                     | 25-26                 | 7      |       | 0.28    |                 |
| 1a                                  | 2007-08       | 24-25         | 3+    |      | 2       | 0                |                  | -                | -                     | -                     | 26-27                 | 3+     |       | 0.12    |                 |
| Total club                          | Total club    | 47-49         | 10+   |      | 4       | 0                |                  | -                | -                     | -                     | 51-53                 | 10+    |       | 0.19    |                 |
| Sporting de Huelva · Espanya        |               |               |       |      |         |                  |                  |                  |                       |                       |                       |        |       |         |                 |
| 1a                                  | 2008-09       | 24            | 6     |      | -       | -                | -                | -                | -                     | -                     | 24                    | 6      |       | 0.25    |                 |
| Total club                          | Total club    | 24            | 6     |      | -       | -                | -                | -                | -                     | -                     | 24                    | 6      |       | 0.25    |                 |
| Atlético de Madrid · Espanya        |               |               |       |      |         |                  |                  |                  |                       |                       |                       |        |       |         |                 |
| 1a                                  | 2009-10       | 25-26         | 15-16 |      | 2       | 0                | 0                | -                | -                     | -                     | 27                    | 15-16  |       | 0.56    |                 |
| 1a                                  | 2010-11       | 24            | 16    | 1+   | 5       | 2                | 0                | -                | -                     | -                     | 29                    | 18     | 1+    | 0.62    |                 |
| 1a                                  | 2011-12       | 33            | 13    | 4    | -       | -                | -                | -                | -                     | -                     | 33                    | 13     | 4     | 0.39    |                 |
| 1a                                  | 2012-13       | 25            | 13    | 2    | 4       | 0                | 0                | -                | -                     | -                     | 29                    | 13     | 2     | 0.45    |                 |
| Rayo Vallecano · Espanya            |               |               |       |      |         |                  |                  |                  |                       |                       |                       |        |       |         |                 |
| 1a                                  | 2013-14       | 29            | 13    |      | 4       | 0                |                  | -                | -                     | -                     | 33                    | 13     |       | 0.39    |                 |
| Total club                          | Total club    | 29            | 13    |      | 4       | 0                |                  | -                | -                     | -                     |                       |        |       |         |                 |
| Atlético de Madrid · Espanya        |               |               |       |      |         |                  |                  |                  |                       |                       |                       |        |       |         |                 |
| 1a                                  | 2014-15       | 30            | 15-16 | 2    | 2       | 0                | 0                | -                | -                     | -                     | 32                    | 15-16  | 2     | 0.50    |                 |
| 1a                                  | 2015-16       | 21            | 11    | 2    | 3       | 2                | 1                | 2                | 0                     | 0                     | 26                    | 13     | 3     | 0.50    |                 |
| 1a                                  | 2016-17       | 28            | 9     | 6    | 3       | 2                | 1                | -                | -                     | -                     | 31                    | 11     | 7     | 0.35    |                 |
| Total club                          | Total club    | 186-187       | 92-94 | 17   | 19      | 6                | 2                | 2                | 0                     | 0                     | 207-208               | 98-100 | 19+   | 0.48    |                 |
| Betis · Espanya                     |               |               |       |      |         |                  |                  |                  |                       |                       |                       |        |       |         |                 |
| 1a                                  | 2017-18       | 27            | 8     | 3    | 1       | 0                | -                | -                | -                     | -                     | 27                    | 8      | 3     | 0.30    |                 |
| 1a                                  | 2018-19       | 28            | 13    | 8    | 1       | 3                | -                | -                | -                     | -                     | 29                    | 16     | 8     | 0.55    |                 |
| 1a                                  | 2019-20       | 21            | 5     | 3    | 1       | 0                | -                | -                | -                     | -                     | 22                    | 5      | 3     | 0.23    |                 |
| Total club                          | Total club    | 76            | 26    | 14   | 3       | 3                | -                | -                | -                     | -                     | 79                    | 29     | 14    | 0.37    |                 |
| Madrid C.F.F. · Espanya             |               |               |       |      |         |                  |                  |                  |                       |                       |                       |        |       |         |                 |
| 1a                                  | 2020-21       | 33            | 8     | 6    | 2       | 1                | -                | -                | -                     | -                     | 35                    | 9      | 6+    | 0.26    |                 |
| Total club                          | Total club    | 33            | 8     | 6    | 2       | 1                |                  |                  |                       |                       | 35                    | 9      | 6+    | 0.26    |                 |
| Total carrera                       | Total carrera | Total carrera | 507   | 163+ | 37+     | 32               | 10               | 2+               | 2                     | 0                     | 0                     | 541    | 173+  | 39+     | 0.32            |
|                                     |               |               |       |      |         |                  |                  |                  |                       |                       |                       |        |       |         |                 |

## Palmarès

### Campionats nacionals
| Títol            | Club              | País    | Any     |
| ---------------- | ----------------- | ------- | ------- |
| Copa de la Reina | Atlètic de Madrid | Espanya | 2016    |
| Primera Divisió  | Atlètic de Madrid | Espanya | 2016-17 |

### Distincions individuals
| Distinció                                          | Any     |
| -------------------------------------------------- | ------- |
| Màxima golejadora de l'Atlètic de Madrid           | 2009-10 |
| Màxima golejadora de l'Atlètic de Madrid           | 2010-11 |
| Màxima golejadora de l'Atlètic de Madrid           | 2012-13 |
| Màxima golejadora del Rayo Vallecano               | 2013-14 |
| Màxima golejadora de l'Atlètic de Madrid           | 2014-15 |
| Màxima golejadora històrica de l'Atlètic de Madrid | 2017    |
| Màxima golejadora del Reial Betis                  | 2017-18 |
| Màxima golejadora del Reial Betis                  | 2018-19 |
| Màxima golejadora del Reial Betis                  | 2019-20 |
| Candidata als premis Andalusia Jove                | 2020    |
| Premi Almudena Grandes                             | 2023    |